# Армянская епархия Нахичевани-на-Дону
Новонахичевнская епархия Эчмиадзинского патриархата Армянской Апостольской церкви (арм. Հայ Առաքելական եկեղեցու Էջմիածնի պատրիարքության Նոր Նախիջևանի թեմ) — упразднённая епископская епархия Армянской Апостольской церкви бывшая в составе Эчмиадзинского патриархата.
Сегодня территория упразднённой Новонахичеванской епархии входит в ведение Епархии Юга России Армянской Апостольской церкви.

## История
В юрисдикцию Новонахичеванской епархии входили Донская область и юг России. По данным на 1911 год количество верующих данной епархии Армянской Апостольской церкви — 60.000, общин — 40.
Епархия имела 34 церкви.